# Mesopótamo
Mesopótamo är en ort i Grekland.   Den ligger i prefekturen Nomós Prevézis och regionen Epirus, i den västra delen av landet, 300 km nordväst om huvudstaden Aten. Mesopótamo ligger 15 meter över havet och antalet invånare är 503.
Terrängen runt Mesopótamo är varierad. Havet är nära Mesopótamo åt sydväst.Runt Mesopótamo är det ganska glesbefolkat, med 30 invånare per kvadratkilometer. Närmaste större samhälle är Kanaláki, 6,1 km öster om Mesopótamo. 